# Hypogymnia physodes
Hypogymnia physodes es una especie de liquen de la familia Parmeliaceae. Es una especie común y muy extendida en bosques boreales y templados del hemisferio norte.
Tiene un talo que va desde el gris al verde amarillento. Está suavemente fijado al sustrato, y forma manchas irregulares. Sus lóbulos son de 2 a 3 mm de ancho. El borde externo es ondulado y está frecuentemente cubierto de un polvo blanco, el soredio, en su anverso. Su superficie inferior es arrugada y de color negro, con tintes marrones hacia el final de los lóbulos. Dada su abundancia y su sensibilidad al dióxido sulfúrico y metales pesados, Hypogymnia physodes es a menudo utilizada como bioindicador y suele formar parte de estudios sobre la contaminación del aire y otras variables medioambientales.